# 張冠群
張冠群（1958年3月18日—），中華民國陸軍二級上將（退役）、航空工程師、飛彈專家，畢業於成功高中、中正理工學院70年班、國立成功大學航太系碩士、美國康乃爾大學航工博士，現任國立清華大學孫立人榮譽講座教授、國立成功大學傑出校友、國防院戰略諮委，曾任總統府戰略顧問、國防部副部長、中科院長、中華民國燃燒學會理事、中科院火箭飛彈所長、中科院火箭飛彈所技監、中科院雄三飛彈衝壓引擎研發計畫共同主持人、中科院超音速飛行載具衝壓引擎研發計畫副主持人、中正理工學院航空系助教，是繼海軍董翔龍、劉曙晞及空軍華錫鈞以後，第四位具有留美博士學位的國軍上將，也是繼海軍劉曙晞以後，第二位由軍事科技研發人員晉升二級上將者，又也是首位軍事科技研發人員擔任國防部副部長的先例。
張上將為國防大學理工學院前身——中正理工學院畢業（同期同學尚有國防部常務次長海軍中將尚永強），亦為國立成功大學航空太空碩士、美國康乃爾大學航空太空博士，早期為中山科學研究院第二研究所軍事科技軍官，曾任第二研究所技監、飛彈火箭所副所長，2006年12月26日入列國防部公布的2007年1月1日將官晉升名單，由上校升為少將，同年接任第二研究所所長，2008年起出任中山科學研究院副院長，2014年接任院長，同年6月26日授階為中將。2017年4月20日，張冠群經國防部宣布為新任國防部軍備副部長，4月28日正式於總統府與陳寶餘中將共同授階為二級上將，同日就任副部長。2021年6月24日，國防部新聞稿公告，張冠群上將由軍備副部長之原職，調任為總統府戰略顧問。此調任案於該年7月1日生效。

## 荣誉

### 中华民国勋章奖章
- 三等云麾勋章（2021年7月1日于台北总统府颁授[9]）

## 外部連結
- 维基共享资源上的相關多媒體資源：張冠群

| 军职               | 军职                                                         | 军职          |
| ------------------ | ------------------------------------------------------------ | ------------- |
| 中華民國國防部     |                                                              |               |
| 前任： 鄭德美      | 中華民國國防部軍備副部長 第十二任 2017年5月1日—2021年6月30日 | 繼任： 王信龍 |
| 國家中山科學研究院 |                                                              |               |
| 前任： 金壽豐      | 中山科學研究院院長 第十四任 2014年1月16日－2017年5月1日      | 繼任： 杲中興 |